# 2002년 런던 영화 비평가 협회상
제23회 런던 영화 비평가 협회상은 2003년 2월 12일에 열린 시상식이다.

## 수상 및 후보

### 작품상
- 어바웃 슈미트 - 알렉산더 페인 수상

### 외국어영화상
- 이 투 마마 - 알폰소 쿠아론 수상

### 감독상
- 콰이어트 아메리칸 - 필립 노이스 수상

### 작가상
- 란타나 - ANDREW BOVELL 수상

### 여우주연상
- 비즈니스 오브 스트레인저스 - 스톡카드 채닝 수상

### 남우주연상
- 콰이어트 아메리칸 - 마이클 케인 수상

### 영국감독상
- 인썸니아 - 크리스토퍼 놀란 수상

### 영국여우주연상
- 전부 아니면 무 - 레슬리 맨빌 수상

### 영국남우주연상
- 어바웃 어 보이 - 휴 그랜트 수상

### 영국남우조연상
- 해리 포터와 비밀의 방 - 케네스 브래너 수상

### 영국여우조연상
- 러브 액츄얼리 - 엠마 톰슨 수상

### 영국신인상
- 슈팅 라이크 베컴 - 키이라 나이틀리 수상

### 애튼보로우 상
- 전부 아니면 무 - 마이크 리 수상

### 딜리스 파웰상
- 루이스 길버트 수상